# Nicolas Mérindol
 (juillet 2010).
Si vous disposez d'ouvrages ou d'articles de référence ou si vous connaissez des sites web de qualité traitant du thème abordé ici, merci de compléter l'article en donnant les références utiles à sa vérifiabilité et en les liant à la section « Notes et références ».
Nicolas Mérindol (né en 1961 à Cambrai) est un entrepreneur et banquier d'affaires français.
Président fondateur du groupe Carmin Finance, l a été notamment directeur général du groupe Caisse d'épargne de 2006 à 2008.

## Biographie

### Formation
Nicolas Mérindol est diplômé de l’Institut supérieur de gestion de Paris (ISG) après une préparation HEC au lycée Henri IV à Paris. Il est également titulaire du diplôme d'Expertise Comptable.

### Carrière
Nicolas Mérindol a commencé sa carrière à la direction Financière du groupe Renault en France, puis en Argentine de 1984 à 1987.
Il rejoint alors la Caisse des dépôts et consignations (CDC) où il s’occupe des Sorefi puis intègre le Groupe Caisse d'épargne en 1988.
Après plusieurs années sur le terrain comme dirigeant dans diverses fonctions à la Caisse d'épargne de Picardie, il devient Directeur Financier en 1996, puis directeur général du Groupe Caisse d’épargne en septembre 2006.
En tant que Directeur Général du Groupe Caisse d’épargne, Nicolas Mérindol a exercé de nombreux mandats dans la banque, l’assurance et les services :
- Président du Conseil d’administration du Crédit foncier de France[3]
- Président du Conseil de surveillance de Gestrim[4]

Il a lancé le groupe Caisse d'Épargne en 2007 dans un programme de développement durable appelé "Bénéfices Futurs" qui visait la notation de tous les produits selon 3 critères : sécurité, responsabilité, climat. En matière sociale il a favorisé le dispositif de lutte contre l'exclusion bancaire au côté de la fédération du groupe avec le lancement de Parcours Confiance[réf. nécessaire].
Le 18 octobre 2008, en pleine crise financière internationale, à la suite d'une perte de trading de 751 millions d'euros par un trader, il démissionne de son poste de Directeur Général du Groupe Caisse d'Épargne, en même temps que le Président du Directoire Charles Milhaud,,
En 2009, il crée sa société de conseil et rejoint, en janvier 2010, Banca Leonardo en tant que Vice-président représentant du groupe pour la France.
En juillet 2012 il rejoint et développe Amilton dont il devient actionnaire stratégique qu'il quitte en 2014 et lance en parallèle Amilton Finance banque d'affaires qu'il préside nommée depuis Carmin Finance .Via sa holding il prend d'autres participations dans des sociétés financières qu'il aide à se développer.
En septembre 2014 il lance Carmin, groupe de services financiers qu'il contrôle. Le groupe Carmin exerce dans les métiers du conseil M&A et Corporate Finance via Carmin Finance,du conseil en management Banque et Assurance via Investance Partners et de services spécialisés dans le domaine de la finance via BDO Sicier ou encore 4 TPM. Fort de plus de 700 collaborateurs le groupe Carmin ambitionne de développer un nouveau modèle au service des clients.
Depuis décembre 2022 Nicolas Mérindol préside le directoire de la Banque Fiducial, connue sous les marques commerciales Thémis Banque et Fiducial Banque, une filiale du groupe Fiducial.
Nicolas Mérindol exerce par ailleurs plusieurs mandats dans des sociétés en tant que membre de conseils d'administration.
Il a également été président de 2013 à 2015 du conseil d'administration de Constructa Asset Management filiale du groupe Constructa un des leaders indépendants de services immobiliers .
Il est membre du conseil d'administration du groupe de presse Centre France et préside le Holding CFLM depuis 2018

### Autres mandats
Au titre de ses engagements sociaux, Nicolas Mérindol a été actif dans plusieurs instances, :
- Membre du Comité du Fonds de cohésion sociale
- Membre du Comité National du Développement Durable
- Membre du Conseil d’administration de Vigeo[14],[15]
- Enseignant en mathématiques financières et Finance à l’ESCAE (sup de Co Amiens)

## Distinctions
Il est nommé chevalier de la Légion d’honneur le 31 décembre 2015.
Nicolas Mérindol est décoré de l’ordre marocain du Ouissam El Alaouite.